# Apostlen Johannes
|  | Denne artikel handler om apostlen Johannes. For andre betydninger, se Johannes og Johannes Døberen |
Johannes (fra hebraisk Yohanan) levede i det 1. århundrede og omtales i Det Nye Testamente som søn af Zebedæus og Salome, som i overleveringer hævder var søster til jomfru Maria.  Johannes og hans bror Jakob var i så fald fætre til Jesus. Sammen med Jakob var Johannes blandt Jesu første disciple og blev betragtet som en af hans særlig fortrolige og den, han betroede omsorgen for sin mor. Det antages, at "den discipel, som Jesus elskede", er Johannes.
Johannes' evangelistsymbol er en ørn med spredte vinger. Overleveringen tilskriver ham forfatterskabet til Johannesevangeliet, Johannesbrevene og Johannes' Åbenbaring.

## Baggrund
Johannes var af fiskerfamilie, og det var, mens han og broderen sammen med deres far en dag ordnede garn, at Jesus bad dem følge sig. Sammen med Peter og Jakob var Johannes med ved de afgørende begivenheder i Jesu liv som opvækkelsen af Jairus' datter, opholdet på Tabor-bjerget og timerne i Getsemane. Johannes og Jakob fik af Jesus tilnavnet Boanerges, der er hebraisk for "Tordensønner". Nok har de begge har været temmelig højstemte i deres eskatologiske forventninger. De var meget impulsive, og da en samaritansk landsby afviste at modtage Jesus, fordi han var på vej til Jerusalem, forslog brødrene at få ild til at falde fra himmelen og fortære stedet.
Efter Jesu død indtager Johannes en fremtrædende rolle i menigheden. Han omtales i Galaterbrevet som en af menighedens søjler, og han er med ved apostelmødet i Jerusalem.
Om Johannes fortalte kirkefaderen Hieronymus, at han som olding lod sig bære hen i menighedens forsamling for at sige: "Børnlille, elsk hinanden!" Da han blev spurgt, hvorfor han altid sagde det samme, skal han have sagt: "Det er Herrens bud, og når det overholdes, er det nok."  Han ser ud til at have overlevet alle disciplene og være den eneste af dem, som med sikkerhed døde en naturlig død. Der er ikke overleveret noget troværdigt om hans gravsted, eller hvor hans relikvier kan være endt. Ifølge nogle kilder blev han gravlagt på borghøjen (Akropolis) i Efesos. I hvert fald blev der tidligt rejst en gravkirke der. Kejser Justinian (527-565) fik rejst en basilika på stedet. Vi hører om Johannes' gravkammer uden for murene i Efesos i 449, da pave Hilarius gemte sig der efter at være flygtet fra den såkaldte "Røversynode". 

## Traditionerne om hans endeligt
Johannes' videre skæbne er usikker, og der er to forskellige traditioner. Ifølge biskop Papias og en syrisk martyrfortegnelse fra 411 led Johannes sammen med sin broder martyrdøden inden år 70. I den syriske fortegnelse nævnes den 27. december som dødsdagen.
En anden tradition vil, at han udvandrede til Efesos (formodentlig først efter Paulus' død) hvor han stadig levede omkring år 100. Denne opfattelse støttes af biskop Irenæus, der var discipel af Polykarp, der igen skulle have været elev af Johannes i Efesos. Denne version har størst tilslutning. Mens Jerusalem og Antiokia var den ældste kirkes midtpunkter, blev det nu også Efesos og Rom. I år 95 skal den aldrende apostel være blevet arresteret af kejser Domitian. Ifølge en helt utroværdig legende fik Domitian Johannes ført til Rom. Efter at have udsat ham for grusom tortur, skal kejseren have befalet, at Johannes skulle kastes i en kedel med kogende olie, som i stedet forvandlede sig til et forfriskende bad. Beretningen om dette under bredte sig, og Domitian blev så skræmt, at han løslod Johannes og forviste ham til Patmos. Mindet om dette mirakel ved Porta Latina (ante Portam Latinam) blev fejret 6. maj. (I virkeligheden har det drejet sig om indvielsesfesten for en Johanneskirke på dette sted.) Johannes sad angiveligt på Patmos "for Guds ords og Jesu vidnesbyrds skyld." (Åbenbaringen, 1:9). Her skal han ifølge denne tradition have forfattet sin apokalypse. Efter Domitians død i 96, da kejser Nerva havde overtaget, blev kristenforfølgelserne indstillet, og Johannes kunne atter vende hjem til Efesos. Her efterfulgte han biskop Timotheos, som var død, og skal have skrevet det fjerde evangelium og sine tre breve. 

## Skrifter
I Efesos skulle Johannes have skrevet Johannesevangeliet, de tre små Johannesbreve og Johannes' Åbenbaring. Andre angiver presbyteren Johannes som forfatter. At forfatteren, der kalder sig Johannes i 1. kapitel, er apostlen Johannes, hævdedes af den kirkelige overlevering omkring år 150 og er ikke umuligt, men usikkert. Stilen i evangeliet adskiller sig stærkt fra åbenbaringens. I evangeliet er det evige liv blevet en realitet, mens apokalyptikeren taler om fremtiden. Apokalypsen er skrevet på et hjælpeløst jødegræsk, mens Johannesevangeliet og brevene er forfattet på et langt sikrere græsk. Det kan delvis forklares ved tidsafstanden, hvis åbenbaringen er skrevet omkring år 69, og de andre skrifter først tyve år senere, så apostlen under sit ophold i Efesos er blevet bedre til græsk, eller haft en græker til at skrive efter diktat. Forfatteren kan også have tilhørt Johannes' kreds i Efesos og have skrevet på grundlag af hans beretninger. 
Johannesevangeliet er i lighed med de andre evangelier anonymt. At man i den kirkelige tradition gerne ser Johannes som forfatteren, skyldes, at man derved kan give evangeliet karakter af øjenvidneskildring.

## I kunsten
I vestlig tradition fremstilles Johannes glatraget, som tegn på ungdom, mens man i den østlige kirke ynder at fremstille ham som en ældre herre med langt skæg.
Han vises ofte med et bæger og en slange. Det henviser til en legende: han fik forgiftet vin af en Diana-præst i Efesos, som udfordrede ham til at tømme det. Johannes velsignede vinen, og giften kom frem i form af en slange, så han kunne drikke vinen. Nogle steder velsignes vinen på hans mindedag og rækkes frem med ordene: Bibe amorem Sancti Ioannis! - "Drik Skt. Johannes' kærlighed!" At han er skytshelgen for vinbønder, skyldes dette sagn. I middelalderen var han også skytshelgen for lysestøberne.

## Mindedag
Johannes' mindedag er 27. december. Tidligere blev han også fejret 6. maj ved Porta Latina i Rom, første gang omtalt i pave Hadrian 1.s (772-95) sakramentarium, men denne mindedag blev strøget af Vatikanet i 1960. I øst mindes han 26. december, i Palestina 29. december og af armenierne 28. december. I Rusland fejres han 8. maj. Nogle steder er han blevet fejret sammen med Jakob den Yngre; andre steder blandes han sammen med Johannes Døberen.